# 天文博士
天文博士（てんもんはかせ）とは、律令制の陰陽寮に設置された教官で天文道のことを担当する。正七位下相当。定員は1名であるが、後に権官も設けられた。

## 概要
天体を観測して天文のことに異変（月食や彗星などの天文現象）が発見されれば、天文書に基づいて吉凶を占ってその内容を密封した上で天皇に奏聞する天文密奏を行うことと、天文生（定員10名）に天文のことを教授することを掌った。なお、天文書は天文生が読むことは禁じられていたことから（雑令秘書玄象条）、天文博士など限られた人しか読むことができなかった。
平安時代中期に賀茂保憲から天文道を教授された安倍晴明が天文博士に任ぜられて以後、安倍氏（土御門家）による世襲の地位となった。